# Rue (Somme)
Pour les articles homonymes, voir Rue (homonymie).
Rue est une commune française située dans le département de la Somme en région Hauts-de-France.
Depuis le 29 juillet 2020, la commune fait partie du parc naturel régional Baie de Somme - Picardie maritime.
Très proche de la baie de Somme, cette commune bénéficie d'atouts majeurs : le beffroi inscrit au patrimoine mondial de l'Unesco, l'histoire des frères Caudron et la chapelle du Saint-Esprit, véritable trésor gothique.
La commune fait partie des villes et villages labellisés Pays d'art et d'histoire qui œuvrent à mettre en avant leur patrimoine,.

## Géographie

### Localisation
Rue est un bourg picard du Ponthieu et la ville principale du Marquenterre.
À vol d'oiseau, la commune est située à 10 km au nord de Saint-Valery-sur-Somme, 22 km au nord-ouest d'Abbeville et à 62 km au nord-ouest d'Amiens.
Le territoire de la commune est limitrophe de ceux de neuf communes.
Les communes limitrophes sont Arry, Bernay-en-Ponthieu, Le Crotoy, Favières, Forest-Montiers, Quend, Saint-Quentin-en-Tourmont, Vercourt et Villers-sur-Authie.

### Lieux-dits, hameaux et écarts
La commune comprenait six hameaux en 1899 :
- Becquerel ;
- Canteraine avec la Garenne ;
- Lannoy ;
- Saint-Jean avec Froise ;
- Larronville avec Flandre ;
- Herre[6],[7].

Les cartographies distinguent Herre, Flandre, Larronville, Canteraine, Lannoy.
Désormais située dans les terres, Rue fut un port de pêche au XIIe siècle.

### Sismicité
La commune est située dans une zone de sismicité modérée.
| - OpenStreetMap Limite communale. |

### Voies de communication et transports

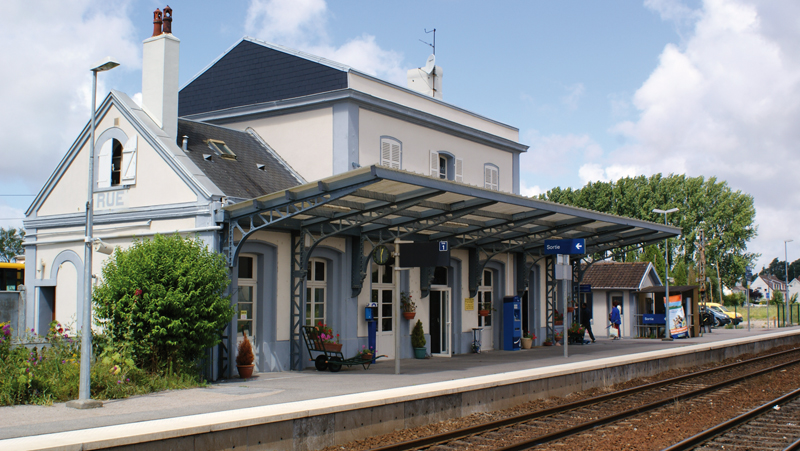
La gare de Rue.

La gare, sur la ligne de chemin de fer Ligne Longueau - Calais dessert la ville par des trains régionaux (TER Hauts-de-France) effectuant des missions entre les gares de Paris-Nord ou d'Amiens, et de Calais-Ville.
Les lignes de bus n°9 (Rue - Le Crotoy - Abbeville) et n°10 (Fort-Mahon - Rue- Abbeville) du réseau Trans'80 desservent la ville en 2019.

### Hydrographie

#### Réseau hydrographique
La commune est située dans le bassin Artois-Picardie. Elle est drainée par le canal de la Maye, le canal du Marquenterre, le canal des Masures, le ruisseau de Becquerelle, la Course des Prés et Bosquets de Becquerel, la Course de la chapelle, la Course de la foraine de hère, la Course de saint-jean, la Course du bas broutel, la Course du quesnel, la Coursette Moreau, la Vigie, le canal de Hère, le canal des Bas Prés, le canal d'Orval, le Chemin du Borne, le ruisseau de Neuville, l'Hère et divers autres petits cours d'eau.
La Maye, d'une longueur de 38 km, prend sa source dans la commune de Fontaine-sur-Maye,à l'altitude de 40 mètres, et se jette  dans la baie de Somme en limite des communes de Saint-Quentin-en-Tourmont et du Crotoy, après avoir traversé dix communes. Les caractéristiques hydrologiques de la Maye sont données par la station hydrologique située sur la commune. Le débit moyen mensuel est de 1,01 m3/s. Le débit moyen journalier maximum est de 5,17 m3/s, atteint lors de la crue du 1er avril 2001. Le débit instantané maximal est quant à lui de 7,3 m3/s, atteint le 11 mai 2001.
Le canal de la Maye, d'une longueur de 11 km, prend sa source dans la commune de Bernay-en-Ponthieu et se jette  dans la baie de Somme au niveau du port de plaisance du Crotoy, après avoir traversé quatre communes.
Le canal du Marquenterre, d'une longueur de 11 km, prend sa source dans la commune de Quend et se jette  dans le canal de la Maye au niveau du port de plaisance du Crotoy, après avoir traversé quatre communes.

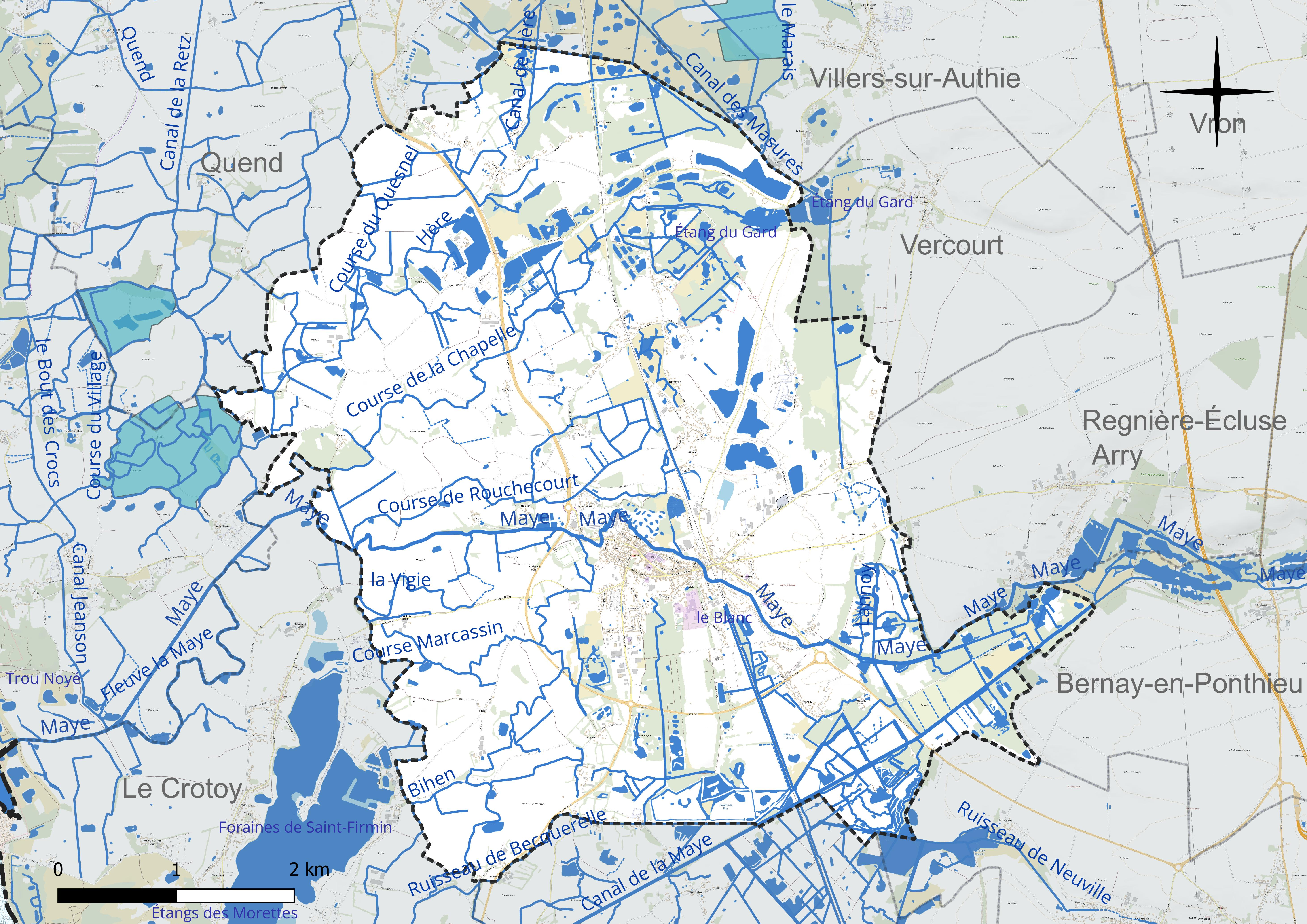
Réseau hydrographique de Rue.

Trois plans d'eau complètent le réseau hydrographique : le Blanc (1,3 ha), l'étang (1,2 ha) et l'étang du Gard (5,8 ha),.

#### Gestion et qualité des eaux
Le territoire communal est couvert par le schéma d'aménagement et de gestion des eaux (SAGE) « Somme aval et Cours d'eau côtiers ». Ce document de planification concerne un territoire de 1 835 km2 de superficie, délimité par le bassin versant de la Somme canalisée. Le périmètre a été arrêté le 29 avril 2010 et le SAGE proprement dit a été approuvé le 6 août 2019. La structure porteuse de l'élaboration et de la mise en œuvre est le syndicat mixte d'aménagement hydraulique du bassin versant de la Somme (AMEVA).
La qualité des cours d'eau peut être consultée sur un site dédié géré par les agences de l'eau et l'Agence française pour la biodiversité.
Les zones humides locales constituent une partie du site Ramsar de la Baie de Somme et des marais arrière-littoraux (28 communes) dont l'avifaune atteint 365 espèces d'oiseaux sur plus de 19 000 hectares.

### Climat
Pour des articles plus généraux, voir Climat des Hauts-de-France et Climat de la Somme.
En 2010, le climat de la commune est de type climat océanique franc, selon une étude du CNRS s'appuyant sur une série de données couvrant la période 1971-2000. En 2020, Météo-France publie une typologie des climats de la France métropolitaine dans laquelle la commune est exposée à un climat océanique et est dans la région climatique Côtes de la Manche orientale, caractérisée par un faible ensoleillement (1 550 h/an) ; forte humidité de l'air (plus de 20 h/jour avec humidité relative > 80 % en hiver), vents forts fréquents.
Pour la période 1971-2000, la température annuelle moyenne est de 10,7 °C, avec une amplitude thermique annuelle de 13,1 °C. Le cumul annuel moyen de précipitations est de 779 mm, avec 12,5 jours de précipitations en janvier et 8,3 jours en juillet. Pour la période 1991-2020, la température moyenne annuelle observée sur la station météorologique la plus proche, située sur la commune de Cayeux-sur-Mer à 16 km à vol d'oiseau, est de 11,4 °C et le cumul annuel moyen de précipitations est de 761,1 mm,. Pour l'avenir, les paramètres climatiques de la commune estimés pour 2050 selon différents scénarios d'émission de gaz à effet de serre sont consultables sur un site dédié publié par Météo-France en novembre 2022.

## Urbanisme

### Typologie
Au 1er janvier 2024, Rue est catégorisée bourg rural, selon la nouvelle grille communale de densité à sept niveaux définie par l'Insee en 2022.
Elle appartient à l'unité urbaine de Rue, une unité urbaine monocommunale constituant une ville isolée,. La commune est en outre hors attraction des villes,.

### Occupation des sols
L'occupation des sols de la commune, telle qu'elle ressort de la base de données européenne d'occupation biophysique des sols Corine Land Cover (CLC), est marquée par l'importance des territoires agricoles (67,4 % en 2018), en diminution par rapport à 1990 (72,9 %). La répartition détaillée en 2018 est la suivante : 
prairies (35,9 %), terres arables (28,8 %), zones humides intérieures (15,1 %), zones urbanisées (5,3 %), forêts (5,3 %), eaux continentales (4,4 %), zones agricoles hétérogènes (2,8 %), mines, décharges et chantiers (1,5 %), zones industrielles ou commerciales et réseaux de communication (0,9 %). L'évolution de l'occupation des sols de la commune et de ses infrastructures peut être observée sur les différentes représentations cartographiques du territoire : la carte de Cassini (XVIIIe siècle), la carte d'état-major (1820-1866) et les cartes ou photos aériennes de l'IGN pour la période actuelle (1950 à aujourd'hui).

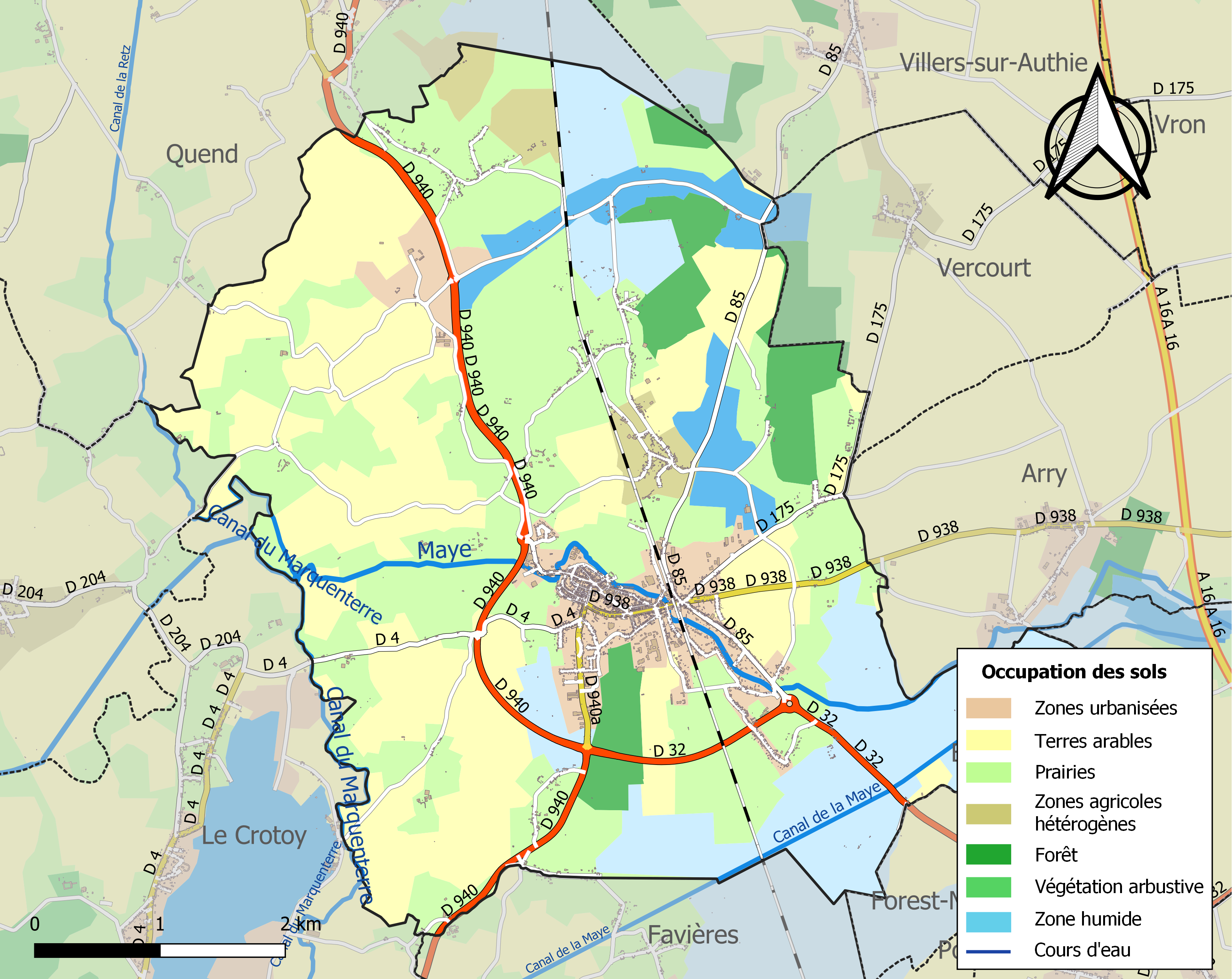
Carte des infrastructures et de l'occupation des sols de la commune en 2018 (CLC).

### Voies de communication et transports

#### Voies routières
Traversée par l'ancienne route nationale 40 (l'actuelle D 938), elle est aisément accessible par l'autoroute A16 ( 24 Côte Picarde, puis la route départementale no 32).
Pour détourner les flux routiers se dirigeant notamment vers les stations balnéaires de la côte picarde, une rocade a été aménagée au sud de l'agglomération.

## Toponymie
Le nom de la localité est attesté sous les formes Rua en 1042 (diplôme Henrici Regis Gall. Christ), puis Rugua en 1090 - 1110, Rue en 1184,.
Il s'agit d'une formation toponymique médiévale de signification apparente « rue », mot issu du latin ruga.
Même élément dans Longuerue (Seine-Maritime, Longa rua XIIIe siècle), village étiré le long d'une rue centrale.

## Histoire

### Préhistoire
- Nécropole de l'âge du bronze à Rue dans la Somme sur le site du chemin des morts[47].

La ville de Rue, en Picardie, ne consista d'abord qu'en un groupe de huttes au milieu d'un marécage bordant la mer.

### Antiquité
Selon des ouvrages anciens, la ville de Britannia pourrait-être l'antique ville de Rue. « Britannia » était un port du pays des Morins.
On a retrouvé à Lannoy des tuiles, des ruines de tumulus, des vases funéraires, des médailles... le tout daté de l'époque romaine... En 1988, un trésor archéologique composé de 7 000 pièces de monnaie romaines datant du IIIe siècle a été découvert dans une cruche sur un chantier de construction à Rue.
Le territoire de Rue fut soustrait à la domination romaine sous le roi franc Clodion et fit alors partie du comté de Ponthieu.

### Moyen Âge
La ville de Rue et la région eurent à subir des raids vikings avant d'être ravagées par les guerres féodales.
Un port fut construit et celui-ci fut longtemps prospère car il constituait une place forte du comté de Ponthieu. En 1101, un crucifix miraculeux du Saint-Esprit déposé dans une barque s'échoua dans le port. Le bourg reçut du comte de Guy II de Ponthieu une charte communale en 1220.
Une léproserie est établie à Lannoy au XIe siècle.
Occupée par les Anglais durant la guerre de Cent Ans, la ville fut prise, en mai-juin 1435, par une troupe française de 300 combattants commandée par Guillaume Bressay de Braquemont, arrivant du Vimeu après avoir franchi le gué de Blanquetaque. Ils pénétrèrent secrètement dans la ville avec des échelles et la prirent rapidement. Les prisonniers furent libérés contre une forte rançon.
Elle passa ensuite dans les mains du duc de Bourgogne. À la suite de la mort de Charles le Téméraire, le roi Louis XI confirma, en février 1477, les privilèges de la ville par ses lettres patentes.

### Époque moderne

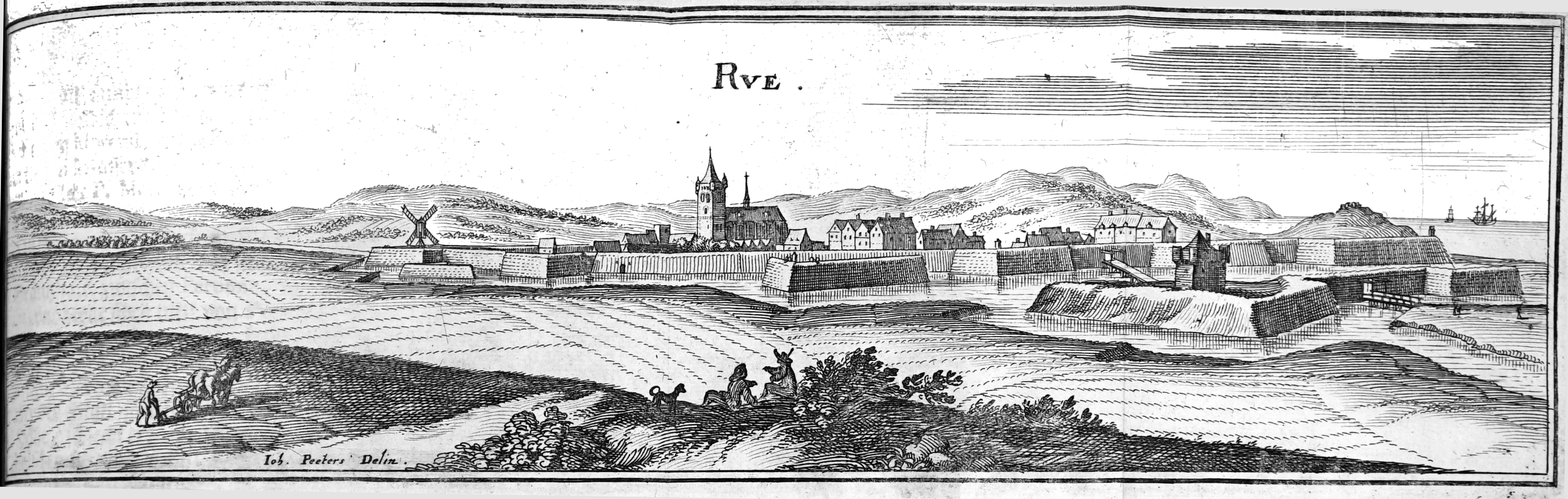
Vue de Rue par J. Peeters in Topographia Galliæ, 1656.

Durant les guerres de Religion, la ville subit plusieurs sièges. Après l'ensablement du port, la place forte fut démantelée en 1668, condition liée au traité d'Aix-la-Chapelle,.
Du XVIe siècle à la Révolution, la seigneurie comportait moulins, censives, garennes et étangs. Le revenu procuré par les marais et mollières se montait à 400 livres.

### Époque contemporaine
Pendant la Révolution française, la chapelle du Saint-Esprit fut saccagée et le crucifix miraculeux enlevé.
Durant la campagne de France de 1814 puis celle de 1815, la ville fut occupée par les troupes des puissances coalisées.
En 1849, comme dans toutes les communes de France, la population masculine majeure put, pour la première fois, aller voter grâce à l'instauration du suffrage universel.
Voici la répartition (en nombre) de quelques patronymes des électeurs :
| Abraham | Caudron | Crépin | Deschamps | Fontaine | Lefebvre |
| 1       | 1       | 1      | 1         | 3        | 1        |

Lors de la guerre franco-allemande de 1870, le préfet de la Somme Jules Lardière, nommé par le Gouvernement de la Défense nationale fut contraint de fixer le siège préfectoral à Rue, après l'armistice du 28 janvier 1871. La ville fut occupée et subit des réquisitions.

## Politique et administration
La commune (au sens contemporain), instituée sous la Révolution française, absorbe dès 1790-1794 celles de Beauvoir-lès-Rue et de Saint-Jean-des-Marais.

### Rattachements administratifs et électoraux
La commune se trouve dans l'arrondissement d'Abbeville du département de la Somme. Pour l'élection des députés, elle fait partie depuis 2012 de la troisième circonscription de la Somme.
Elle était depuis 1793 le chef-lieu du canton de Rue. Dans le cadre du redécoupage cantonal de 2014 en France, ce canton, dont la commune est désormais le bureau centralisateur, est modifié, passant de 17 à 55 communes.

### Intercommunalité
Rue était le siège de la communauté de communes Authie-Maye, créée fin 2007.
Dans le cadre des dispositions de la loi portant nouvelle organisation territoriale de la République du 7 août 2015, qui prescrit que les établissements publics de coopération intercommunale (EPCI) à fiscalité propre doivent avoir, sauf cas particuliers, un minimum de 15 000 habitants,cette intercommunalité a fusionné avec ses voisines pour créer, le 1er janvier 2017, la communauté de communes Ponthieu-Marquenterre dont Rue est le siège.

### Tendances politiques et résultats
Lors du premier tour des élections municipales de 2014, la liste DVD menée par Richard Renard — qui bénéficiait du soutien du maire sortant Philippe Mas, élu en 2013 après le décès de Serge Deschamps — obtient la majorité absolue des suffrages exprimés, avec 794 voix (51,09 %, 18 conseillers municipaux élu dont 7 communautaires), devançant très largement les listes menées respectivement par : 

- Philippe Dupuis (DVG, 479 voix, 30,82 %, 3 conseillers municipaux élus dont 1 communautaire) ;

- Dany Hareux (DVG, 281 voix, 18,08 %, 2 conseillers municipaux élus dont 1 communautaire).

Lors de ce scrutin, 31,09 % des électeurs se sont abstenus.
Lors du premier tour des élections municipales de 2020, la liste menée par Jacky Thueux, jusqu'alors  ancien adjoint obtient la majorité absolue des suffrages exprimés, avec 647 voix (51,14 %, 18 conseillers municipaux élus dont 6 communautaires), devançant de 29 voix celle du maire sortant Richard Renard (DVD, 618  voix, 5 conseillers municipaux élus dont 1 communautaire).

Lors de ce scrutin, marqué par la pandémie de Covid-19 en France, 41,75 % des électeurs se sont abstenus.

### Budget et fiscalité 2020

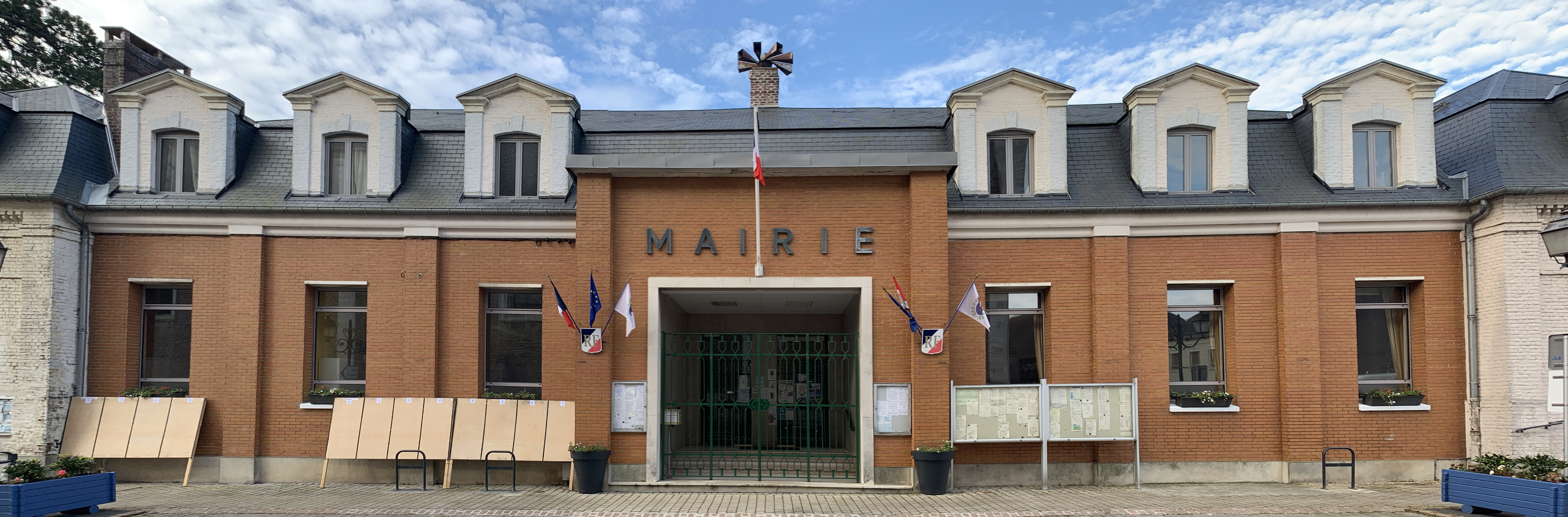
La mairie.

En 2020, le budget de la commune était constitué ainsi :
- total des produits de fonctionnement : 4 037 000 €, soit 1 260 € par habitant ;
- total des charges de fonctionnement : 2 654 000 €, soit 828 € par habitant ;
- total des ressources d'investissement : 1 439 000 €, soit 449 € par habitant ;
- total des emplois d'investissement : 1 040 000 €, soit 325 € par habitant ;
- endettement : 1 254 000 €, soit 391 € par habitant.

Avec les taux de fiscalité suivants :
- taxe d'habitation : 16,93 % ;
- taxe foncière sur les propriétés bâties : 30,60 % ;
- taxe foncière sur les propriétés non bâties : 48,47 % ;
- taxe additionnelle à la taxe foncière sur les propriétés non bâties : 0,00 % ;
- cotisation foncière des entreprises : 0,00 %.

Chiffres clés Revenus et pauvreté des ménages en 2019 : médiane en 2019 du revenu disponible, par unité de consommation : 19 280 €.

### Jumelages
- Borgentreich (Allemagne) depuis 1986[68].

## Population et société

### Démographie
Les habitants de la commune sont appelés les Ruens.

#### Évolution démographique
L'évolution du nombre d'habitants est connue à travers les recensements de la population effectués dans la commune depuis 1793. Pour les communes de moins de 10 000 habitants, une enquête de recensement portant sur toute la population est réalisée tous les cinq ans, les populations de référence des années intermédiaires étant quant à elles estimées par interpolation ou extrapolation. Pour la commune, le premier recensement exhaustif entrant dans le cadre du nouveau dispositif a été réalisé en 2008.
En 2022, la commune comptait 3 050 habitants, en évolution de −1,8 % par rapport à 2016 (Somme : −1,26 %, France hors Mayotte : +2,11 %). Le maximum de la population a été atteint en 1982 avec 3 170 habitants.
| 1793  | 1800  | 1806  | 1821  | 1831  | 1836  | 1841  | 1846  | 1851  |
| ----- | ----- | ----- | ----- | ----- | ----- | ----- | ----- | ----- |
| 1 197 | 1 346 | 1 421 | 1 655 | 1 770 | 1 838 | 2 039 | 2 194 | 2 262 |

| 1856  | 1861  | 1866  | 1872  | 1876  | 1881  | 1886  | 1891  | 1896  |
| ----- | ----- | ----- | ----- | ----- | ----- | ----- | ----- | ----- |
| 2 260 | 2 338 | 2 366 | 2 444 | 2 476 | 2 520 | 2 667 | 2 826 | 2 902 |

| 1901  | 1906  | 1911  | 1921  | 1926  | 1931  | 1936  | 1946  | 1954  |
| ----- | ----- | ----- | ----- | ----- | ----- | ----- | ----- | ----- |
| 2 930 | 2 938 | 2 881 | 2 775 | 2 807 | 2 726 | 2 791 | 2 656 | 2 782 |

| 1962  | 1968  | 1975  | 1982  | 1990  | 1999  | 2006  | 2008  | 2013  |
| ----- | ----- | ----- | ----- | ----- | ----- | ----- | ----- | ----- |
| 2 967 | 2 952 | 3 122 | 3 170 | 2 942 | 3 075 | 3 104 | 3 099 | 3 120 |

| 2018  | 2022  | - | - | - | - | - | - | - |
| ----- | ----- | - | - | - | - | - | - | - |
| 3 096 | 3 050 | - | - | - | - | - | - | - |

#### Pyramide des âges
La population de la commune est relativement âgée.
En 2018, le taux de personnes d'un âge inférieur à 30 ans s'élève à 28,8 %, soit en dessous de la moyenne départementale (36,4 %). À l'inverse, le taux de personnes d'âge supérieur à 60 ans est de 38,9 % la même année, alors qu'il est de 26,0 % au niveau départemental.
En 2018, la commune comptait 1 432 hommes pour 1 664 femmes, soit un taux de 53,75 % de femmes, largement supérieur au taux départemental (51,49 %).
Les pyramides des âges de la commune et du département s'établissent comme suit.
| Hommes | Classe d’âge | Femmes |
| ------ | ------------ | ------ |
| 1,7    | 90 ou +      | 5,2    |
| 11,5   | 75-89 ans    | 17,3   |
| 20,9   | 60-74 ans    | 20,6   |
| 19,6   | 45-59 ans    | 17,8   |
| 13,8   | 30-44 ans    | 13,5   |
| 16,1   | 15-29 ans    | 13,5   |
| 16,4   | 0-14 ans     | 12,1   |

| Hommes | Classe d’âge | Femmes |
| ------ | ------------ | ------ |
| 0,6    | 90 ou +      | 1,8    |
| 6,7    | 75-89 ans    | 9,4    |
| 17,2   | 60-74 ans    | 18,1   |
| 19,8   | 45-59 ans    | 19,1   |
| 18,2   | 30-44 ans    | 17,5   |
| 19,4   | 15-29 ans    | 18     |
| 18,2   | 0-14 ans     | 16,2   |

### Enseignement
Établissements d'enseignements :
- La compétence scolaire primaire est confiée à la communauté de communes.
- Rue dispose d'une école maternelle (4 classes) et d'une école élémentaire au sein du groupe scolaire Gabriel-Deray.
- La ville dispose d'un collège public et d'un lycée professionnel.

### Culture, animations
La bibliothèque Charles-Deloge organise des expositions, des lectures publiques, des animations et participe au Prix des Incorruptibles (manifestation nationale) etc.
Culture, clubs, jeux, associations diverses.

### Santé
Les professions de médecin généraliste, dentiste, masseur-kinésithérapeute, infirmier(e), pharmacien, opticien, orthophoniste, pédicure-podologue sont représentées sur la commune.
Centre médico-social, dispensaire, hôpital local (EHPAD : établissement d'hébergement pour personnes âgées dépendantes) et maison de retraite sont également à la disposition des habitants.

### Sports
Les associations sportives répondent aux besoins locaux :
- Association de kung-fu,
- Cercle de yoga du Marquenterre,
- Club Vitagym - gymnastique d'entretien adultes (option volley),
- La pétanque ruenne,
- Tennis club de Rue,
- US RUE Basket-ball,
- Billard club ruen,
- Club de danse de Rue - École de modern'jazz,
- Judo club de Picardie
- Les coccinelles de Rue - Twirling club
- Union des pongistes de Rue
- US Rue Le Crotoy, football.

### Médias
- Le quotidien Le Courrier picard et l'hebdomadaire Le Journal d'Abbeville relatent les évènements locaux.

### Cultes
- Le culte catholique relève de la paroisse du Marquenterre.

## Économie

### Entreprises et commerces

#### Commerces et services
- Commerces et services de proximité[78].
- La zone industrielle de Rue s'étend sur 21 ha[77].
- Deux foires annuelles se tiennent le 1er mai et le 1er octobre[6].

## Culture locale et patrimoine

### Lieux et monuments
- Chapelle du Saint-Esprit[79],[80],[81],[82] :

 Classé MH (1840), construite entre 1440 et 1515, c'est un bijou de l'art gothique flamboyant picard, bâtie afin d'accueillir des pèlerins venus vénérer un crucifix miraculeux venant de Jérusalem trouvé dans une barque qui s'échoua au port en 1101. Elle est décorée d'une dentelle de sculptures décoratives, et comprend de remarquables voûtes élevées, ornées de clés de voûte pendantes.

La Chapelle du Saint-Esprit (1440-1514)
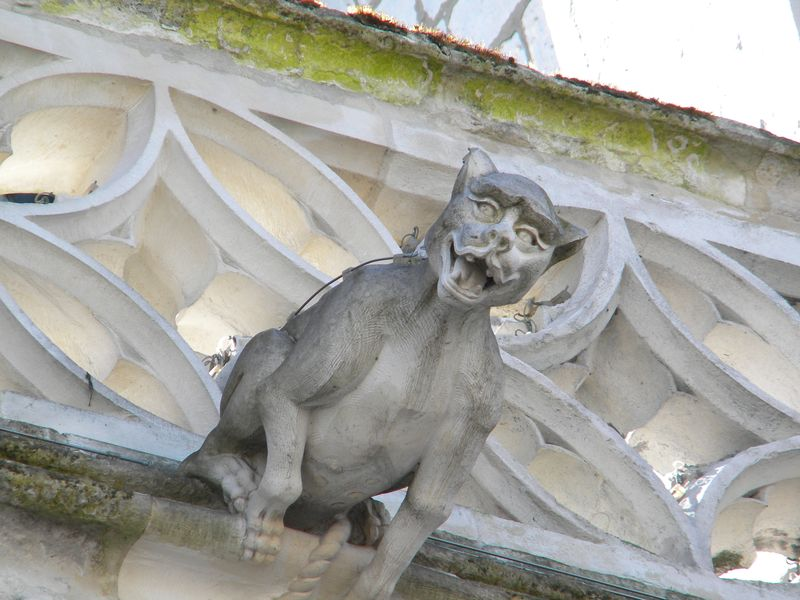
Gargouille - détail de la façade.
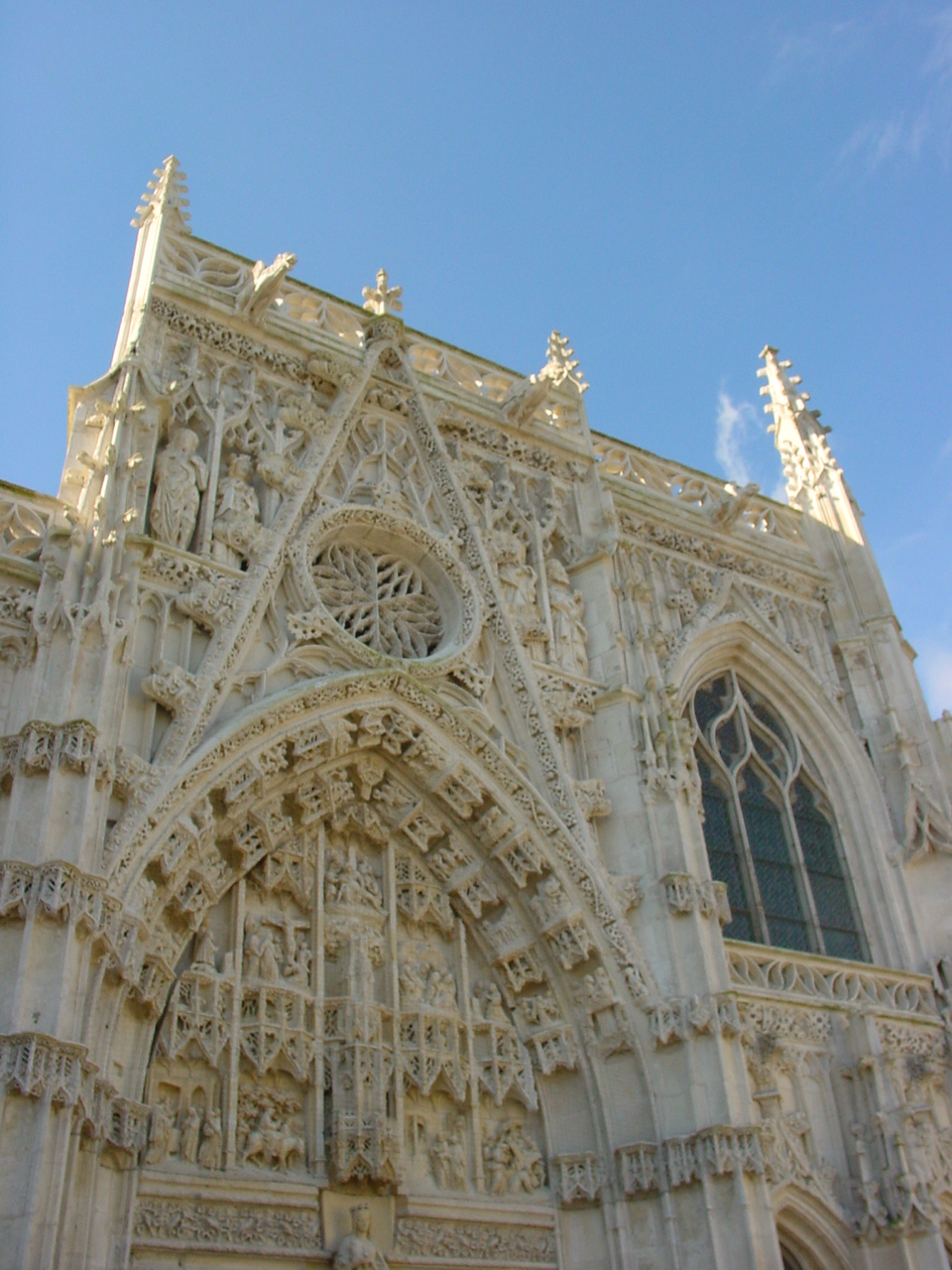
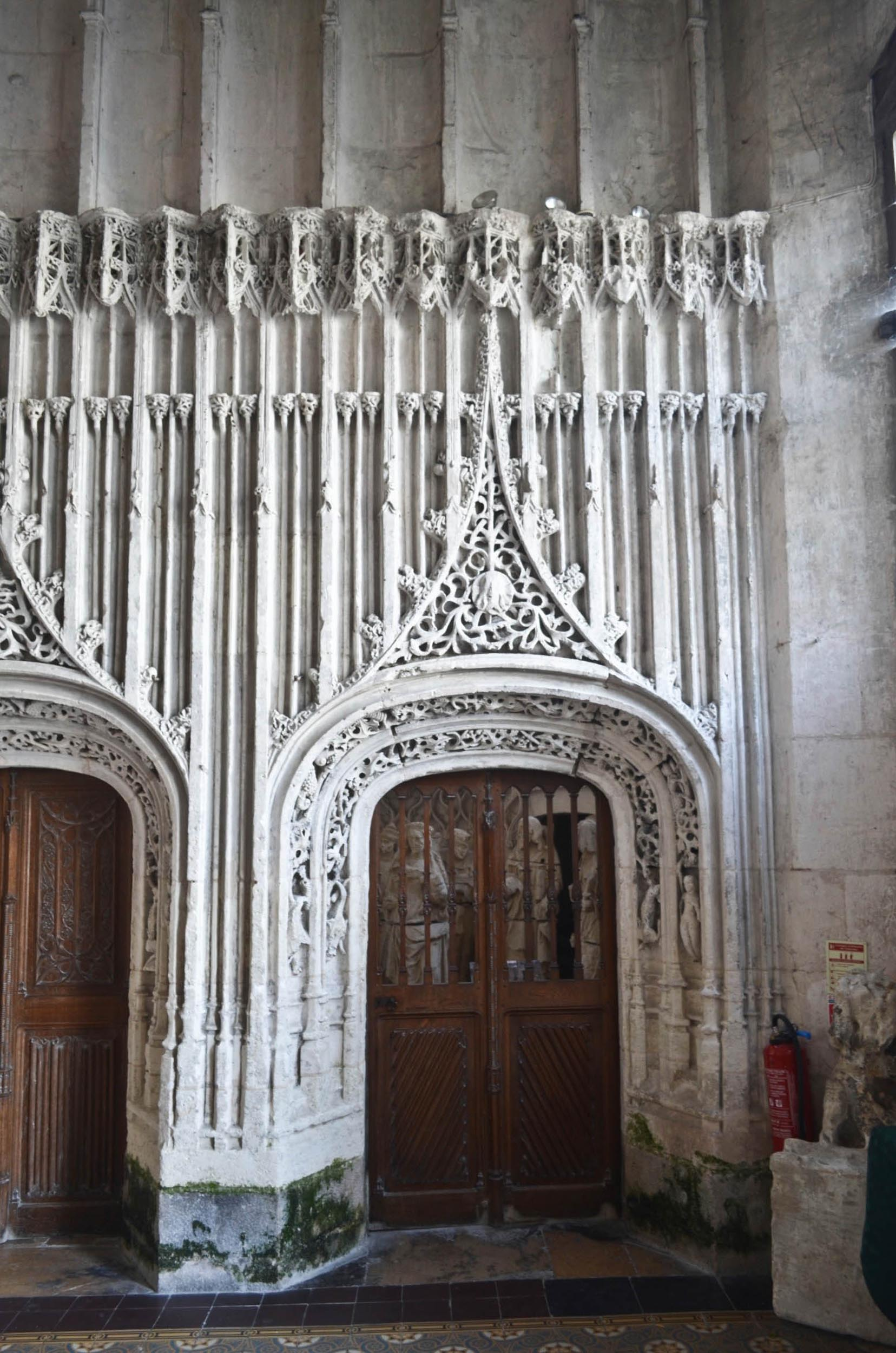
Intérieur.
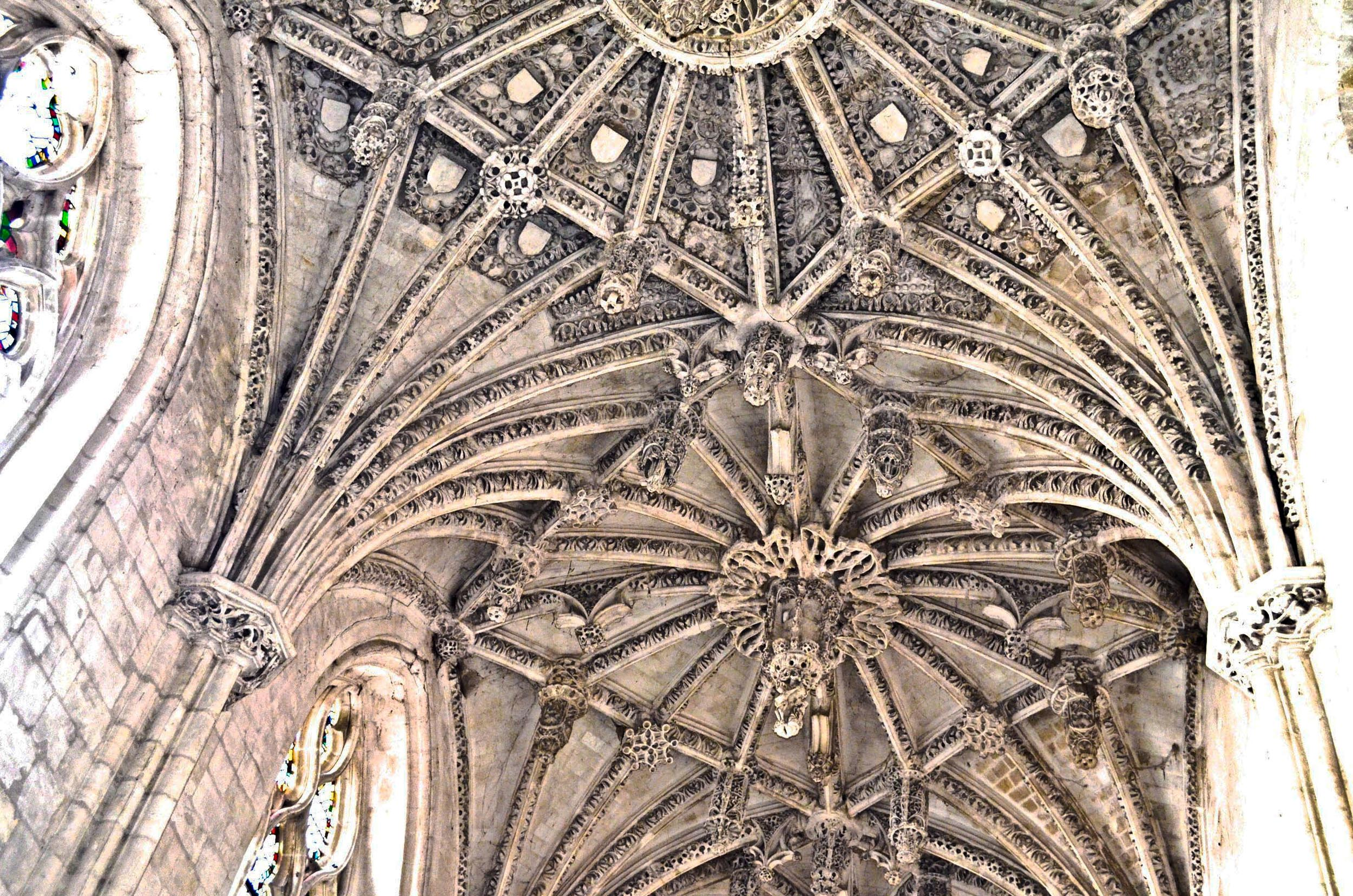
Voûte à clés pendantes.
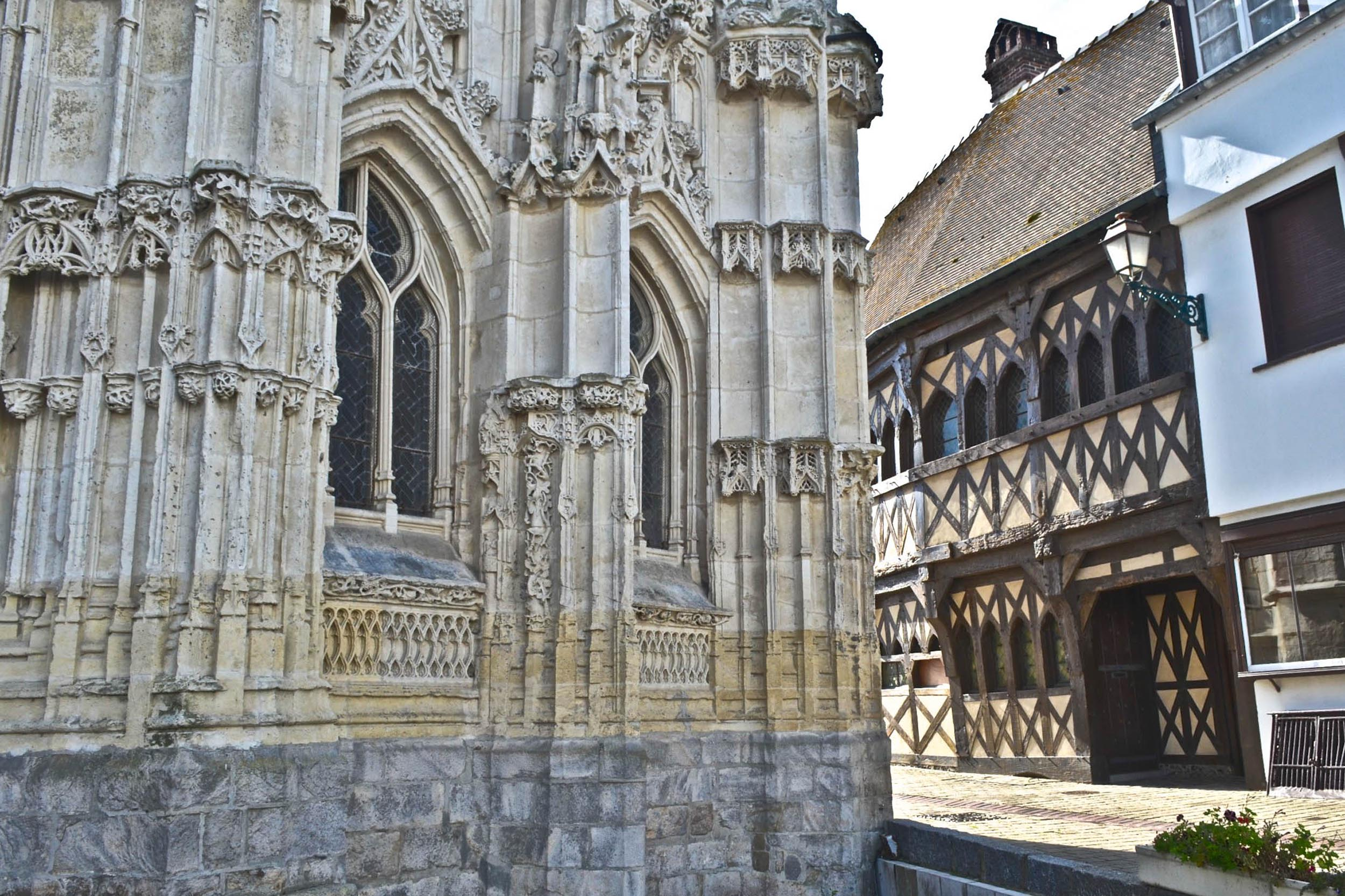
Extérieur et maison médiévale.

- Beffroi

 Patrimoine mondial (2005)  Inscrit MH (1926)
Témoin des libertés communales accordées à la ville en 1220, le beffroi est reconstruit après la guerre de Cent Ans. Il était autrefois nommé « Tour de la prison » et a été récemment classé (avec les beffrois de Belgique et de France) sur la liste du patrimoine mondial de l'UNESCO. Il abritait autrefois l'hôtel de ville de Rue. Deux ailes de style néogothique ont été construites au XIXe siècle pour satisfaire aux besoins de la commune.

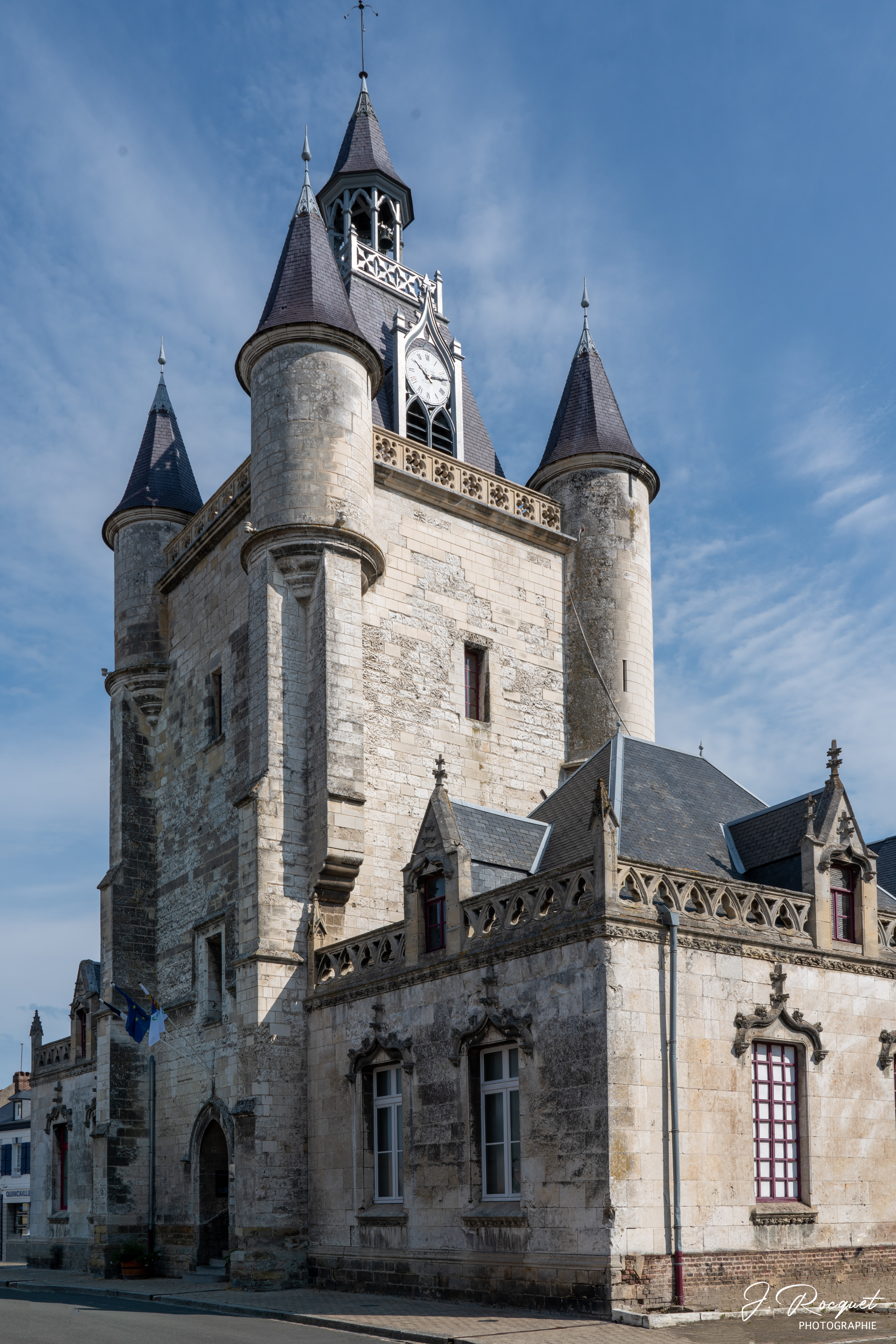
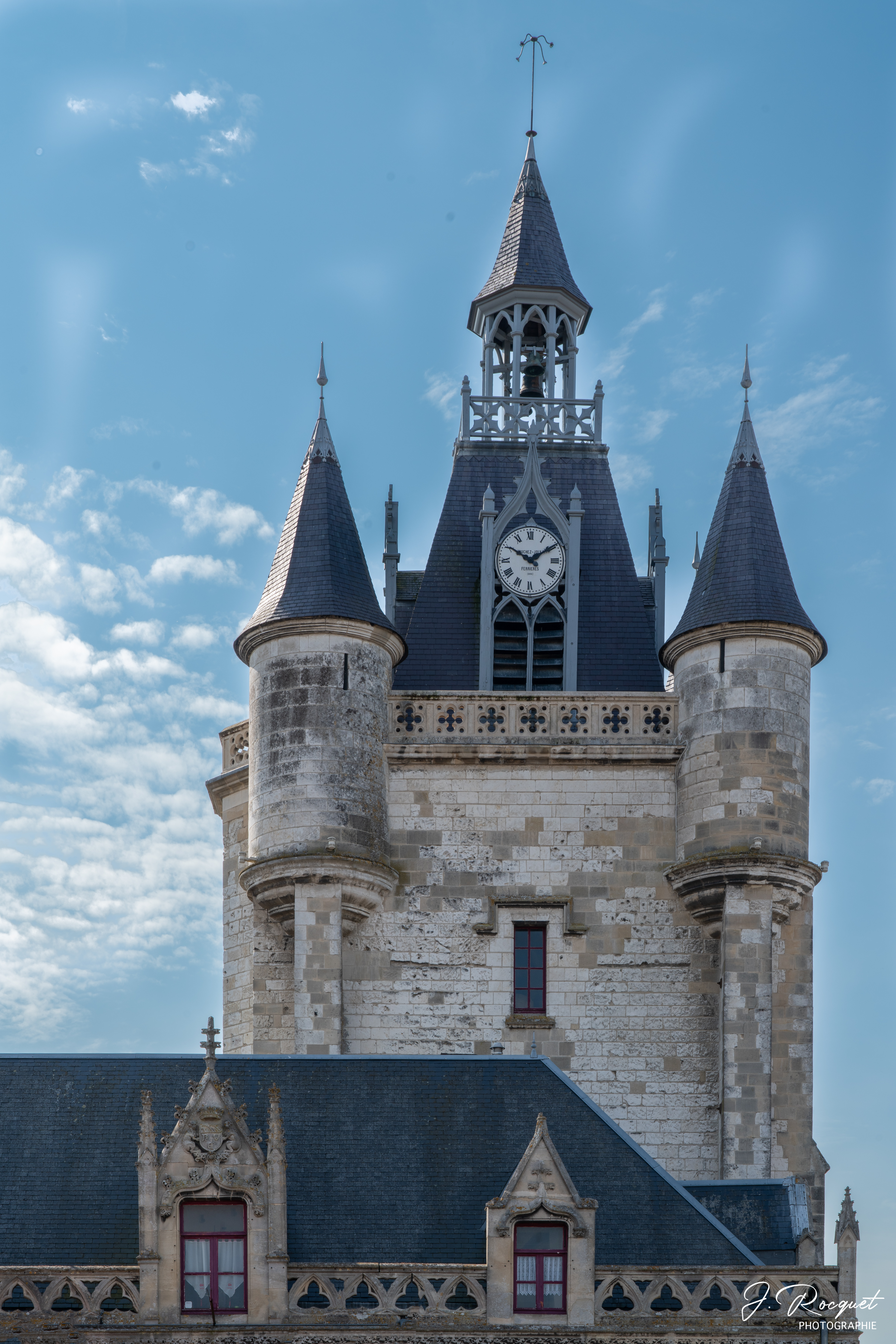

- Musée des Frères-Caudron : 
Face à la chapelle du Saint-Esprit, dans le même local que l'office de tourisme, il retrace les débuts de l'aviation en Picardie maritime, en particulier la vie et l'action des frères Caudron.

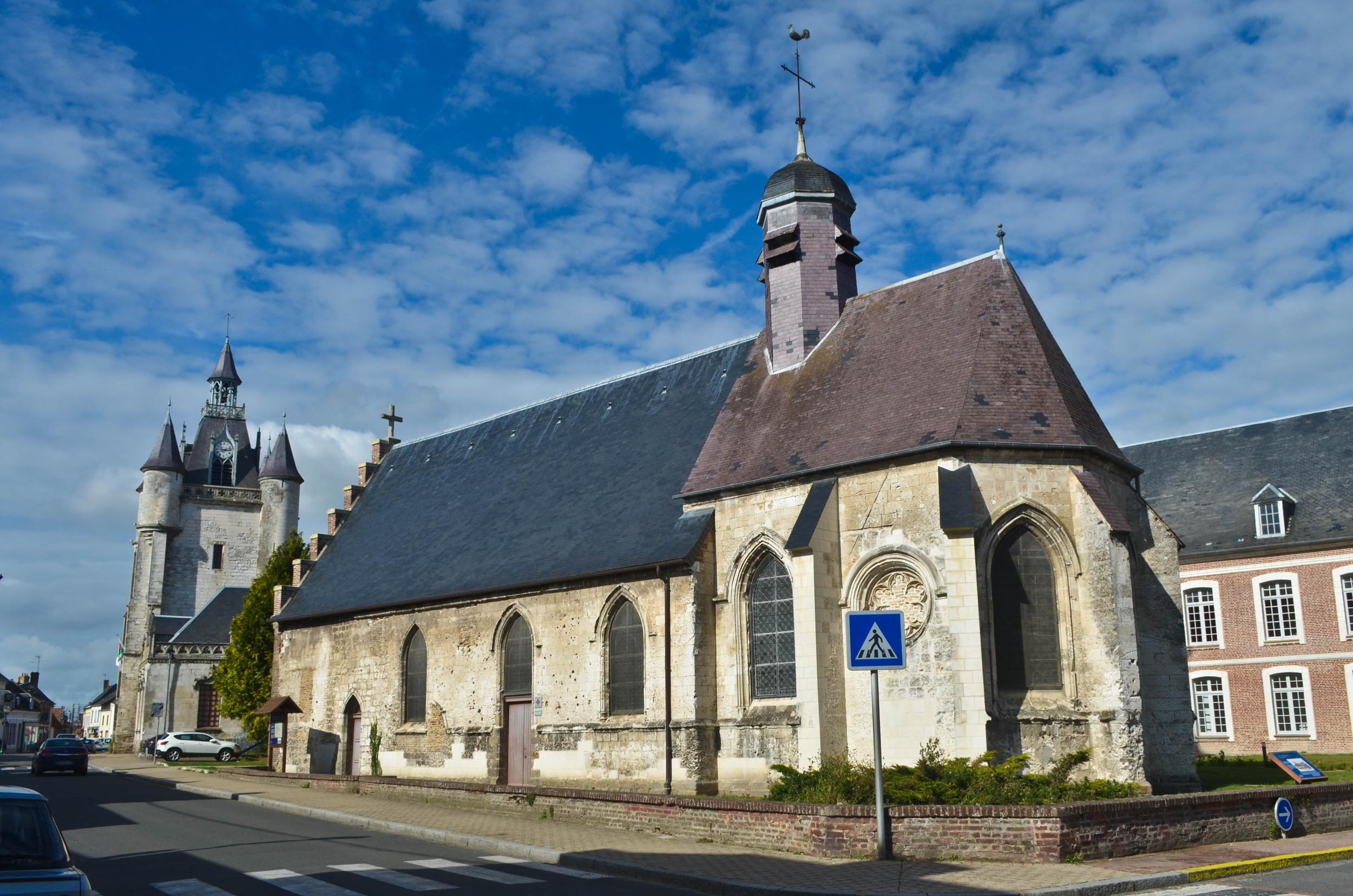
Beffroi et chapelle de l'Hospice.

- Chapelle de l'hospice : 
Dédiée à saint Nicolas et à saint Jacques de Compostelle, elle date du XVIe siècle. Sa voûte en carène de bateau renversée est remarquable, ainsi que ses statues et ses sablières où sont gravées des scènes de chasse et les trois attributs de saint Jacques[85].

- église Saint-Wulphy[86] : reconstruite entre 1828 et 1833, par Charles Sordi, elle est de style néo-classique.

- château du Broutel, son lac et son parc. Datant d'avant 1714, c'est désormais un hôtel trois étoiles qui sert également de centre résidentiel pour des enfants britanniques sous le nom de Château Aventure.
- Le monument aux morts. Datant de 1921, c'est une réalisation du sculpteur abbevillois Emmanuel Fontaine (1856 -1935)[87].

- Monument aux morts inauguré en 1921, sculpteur : Emmanuel Fontaine
- Parcours historique dans la ville : des panneaux d'informations sont présents sur le tracé des anciennes fortifications et permettent de découvrir la ville et les évènements qui ont marqué son histoire[77].
- Marais de Larronville qui rend possible la découverte d'un marais classé, préservé dans sa biodiversité. Les zones humides locales constituent une partie du site Ramsar de la Baie de Somme et des marais arrière-littoraux (28 communes) dont l'avifaune atteint 365 espèces d'oiseaux sur plus de 19 000 hectares[30].

### Personnalités liées à la commune
- Wulphy (fin du VIe siècle-630 ou 643) : ermite né à Rue et mort au Bois de Celle à Regnière-Écluse.
- Louis François Augustin Norbert Loisel (1767-1836) : révolutionnaire, anticlérical, responsable départemental[88].
- Albert Siffait de Moncourt (1858-1931) : peintre dont la famille est originaire de Rue et où il est inhumé. Une rue porte son nom. Le château dit de Moncourt est toujours propriété de la famille Siffait de Moncourt.
- Gaston (1882-1915) et René Caudron (1884-1959) : pionniers de l'aéronautique, ils ont permis à l'aviation de prendre un important essor dans la première moitié du XXe siècle[89].
- Antoine Béthouart (1889-1982) : général, sa famille est originaire de Rue, où il est lui-même inhumé. Il participe à la bataille de Narvik en 1940 (un étang porte le nom de Narvik sur la propriété familiale des Béthouart au lieu-dit de Saint-Jean) et à la Libération de la France, depuis la Provence, en 1944. Il existe une place du Général-Béthouart à Rue.
- Lionel Leroy (1930-2003 (ancien directeur et fils du fondateur des établissements Leroy Merlin) fut propriétaire du château du Broutel. La valorisation du château et son état d'entretien actuel datent de cette époque, il y est décédé en 2003, il est enterré au cimetière de Rue.
- André Vasseur (1922-1943) : réfractaire au service du travail obligatoire (STO), engagé dans la Résistance, il rejoint le maquis Bir-Hakeim dans le sud du Massif central. Capturé à Douch (Hérault), il est condamné à mort par un tribunal militaire allemand et fusillé dans la prison Saint-Michel de Toulouse. Son nom figure sur le monument aux morts[90].
- Sylvain Hanquez (1958-2025) : ancien footballeur, né à Rue.
- Dominique De Beir (née en 1964) : artiste plasticienne, née à Rue.
- Alexis Abraham (né en 1976) : athlète, champion de France d'athlétisme, double champion de France de cross-country, né à Rue.

## Héraldique
| Blason de Rue | Blason  | Coupé : au premier d'or aux trois bandes d'azur et à la bordure de gueules, au second d'azur aux lettres R, V et E capitales d'or ordonnées 2 et 1. |
| Blason de Rue | Détails | Le statut officiel du blason reste à déterminer. |

## Pour approfondir